# Премия имени Мартина Энналса
Премия имени  Мартина Энналса — международная премия для   правозащитников, которые демонстрируют «исключительную смелость».  Учреждена в 1993 году. Также известна как «Нобелевская премия для правозащитников»

## Описание
Цель премии  — обеспечить безопасность правозащитников, привлекая внимание к их судьбе с помощью телевидения, радио, Интернета и прессы. 
Денежная часть премии составляет 20 тыс. швейцарских франков. Церемония проходит в Женеве в октябре каждого года. 
Премия названа в честь Мартина Энналса (англ. Martin Ennals, 27 июля 1927 — 5 октября 1991), британского активиста борьбы за права человека, бывшего генерального секретаря Amnesty International (с 1968 по 1980 год). 
Международное жюри, состоящее из представителей десяти ведущих правозащитных организаций, ежегодно выбирает победителя. Членами жюри являются Международная Амнистия, Хьюман Райтс Вотч, Международная федерация за права человека, 
Всемирная организация против пыток, Международная комиссия юристов, Front Line Defenders, Human Rights First, International Service for Human Rights, Diakonie Germany и европейское объединение правозащитных организаций HURIDOCS.

## Лауреаты
- 1994 : У Хунда (КНР)
- 1995 : Асма Джахангир (Пакистан)
- 1996 : Clement Nwankwo (Нигерия)
- 1997 : Епископ Самуэль Руис Гарсиа (Мексика)
- 1998 : Dr Eyad El Sarraj (Палестина)
- 1999 : Наташа Кандич (Югославия)
- 2000 : Immaculée Birhaheka (Congo)
- 2001 : Peace Brigades International (Колумбия)
- 2002 : Jacqueline Moudeina (Чад)
- 2003 : Alirio Uribe Muñoz (Колумбия)
- 2004 : Лидия Юсупова (Российская Федерация)
- 2005 : Aktham Naisse (Сирия)
- 2006 : Akbar Gandji (Иран) et Arnold Tsunga (Зимбабве)
- 2007 : Rajan Hoole (Шри Ланка), Kopalasingham Sritharan (Шри Ланка) и Pierre Claver Mbonimpa (Бурунди)
- 2008 : Мутабар Таджибаева (Узбекистан)
- 2009 : Emad Baghi (Иран)
- 2010 : Muhannad Al-Hassani (Сирия)
- 2011 : Kasha Jacqueline Nabagesera (Уганда)
- 2012 : Luon Sorvath (Камбоджа)
- 2013 : Joint Mobile Group (Россия)
- 2014 : Alejandra Ancheita (Мексика)
- 2015 : Ахмед Мансур (ОАЭ).
- 2016 : Ильхам Тохти (КНР).
- 2017 : Mohamed Zaree (Египет).
- 2019 : Abdul Aziz Muhamat (Судан)